# براي (لعبة فيديو 2017)
براي (بالإنجليزية: PREY)‏، هي لعبة فيديو إلكترونية أمريكية، وهي من نوع حرب وخيال علمي، تمت إصدارها في شهر مايو عام 2017م، وهي تعمل لأنظمة بلاي ستيشن 4 وإكس بوكس ون ومايكروسوفت ويندوز.